# You (daiの曲)
「you」（ユー）は、日本の同人作曲家、daiの楽曲である。

## 概要
- 同人ゲーム『ひぐらしのなく頃に解』のBGMに起用されている。2005年8月にアルバム『Thanks/you』の収録曲として初CD化された。
- 原曲はインストゥルメンタルであるが、幾つかのボーカル入りや歌詞違いのバリエーションがある。最初のボーカル付きのバージョンは、上記のアルバムに収録されている。作詞と歌唱は癒月が担当している。後に、アレンジを加えた（歌詞は同じ）バージョン「you -Visionen im Spiegel」[注 1]がアルバム『かけらむすび』に収録されている。こちらも癒月がボーカルを担当している。後に『ひぐらしのなく頃に絆 第二巻・想』にも収録され、OVA『ひぐらしのなく頃に拡〜アウトブレイク〜』のエンディングテーマにも使用された。
- 2007年、ドラマCDの『目明し編』では園崎魅音/詩音役の雪野五月がボーカルを担当したものが収録。歌詞は雪野五月が新たに書き起こしている。雪野が歌詞を担当したこのエンディングテーマの存在はドラマCDが発売されるまで秘密になっていた。これは原作・アニメ・PS2など様々なメディアで何度も目明し編を体験しているであろうファンに驚きを与えたかったため（ドラマCD公式サイト製作日記より）。のちに「Thanks」も含めたマキシシングルCDが発売された。また、『ひぐらしのなく頃に祭 カケラ遊び』でも目明し編のエンディングとして使用された。余談だが『Thanks/you』にもボーカル付き「you」が収録されており、そちらの方が発表は早い。歌詞やアレンジも異なる。
- 2021年、ひぐらしシリーズ20周年を記念して、島みやえい子は竜騎士07が作詞を担当した新バージョン「you -卒業-」を記録し、テレビアニメ『ひぐらしのなく頃に 卒』最終回のエンディングテーマとして使用された[1]。
- また、「Dear you」「あの日、あの場所、全てに『ありがとう』」「With "you" -絆-」など、別のタイトルがついた曲のバリエーションもある。

## バージョン一覧
| 発売日         | 曲名                                       | 歌唱                                                                 | 作詞           | 編曲            | 初収録作品                                              |
| -------------- | ------------------------------------------ | -------------------------------------------------------------------- | -------------- | --------------- | ------------------------------------------------------- |
| 2005年8月13日  | 「you」                                    |                                                                      |                | dai             | Thanks/you                                              |
| 2005年8月13日  | 「you」(Vocal)                             | 癒月                                                                 | 癒月           | Yuki            | Thanks/you                                              |
| 2006年8月13日  | 「Dear you -Cry-」[レナver.]               | 癒月                                                                 | hinaco*        | Morrigan        | Dear you                                                |
| 2006年8月13日  | 「Dear you -Feel-」[魅音ver.]              | 古都葉稔                                                             | hinaco*        | dai             | Dear you                                                |
| 2006年8月13日  | 「Dear you -Kind-」[沙都子ver.]            | 雪宮雛希                                                             | hinaco*        | Hikoukai        | Dear you                                                |
| 2006年8月13日  | 「Dear you -Hope-」[梨花ver.]              | 蛍灯翔                                                               | hinaco*        | Morrigan        | Dear you                                                |
| 2006年8月23日  | 「you」(M.Box)                             |                                                                      |                | dai             | ひぐらしのなく頃に 解 オリジナルサウンドトラック        |
| 2006年8月23日  | 「you -destructive」                       |                                                                      |                | dai             | ひぐらしのなく頃に 解 オリジナルサウンドトラック        |
| 2006年9月27日  | 「you -Visionen im Spiegel」               | 癒月                                                                 | 癒月           | Morrigan        | かけらむすび                                            |
| 2007年8月17日  | 「you」                                    | 雪野五月                                                             | 雪野五月       | OdiakeS         | you                                                     |
| 2007年12月31日 | 「you -Gratitude-」                        |                                                                      |                | Morrigan        | On Your Mark -forked road-                              |
| 2007年12月31日 | 「you」(隠しトラック)                      | 癒月                                                                 | 癒月           | N/A             | M.Graveyard突発CD                                       |
| 2008年8月15日  | 「あの日、あの場所、全てに『ありがとう』」 | 保志総一朗                                                           | 羽鳥風画       | 羽鳥風画 bAsHEE | あの日、あの場所、全てに『ありがとう』                  |
| 2008年11月21日 | 「With "you" -絆-」                        | 保志総一朗 中原麻衣 雪野五月 かないみか 田村ゆかり 堀江由衣 小林ゆう | DY-T           | DY-T            | With "you" -絆-                                         |
| 2009年8月15日  | 「you」                                    |                                                                      |                | 荒井英理也      | dai on classics                                         |
| 2010年5月4日   | 「you」～LG Ver.～                         |                                                                      |                | ラック眼力      | ひぐうみライブのあれ                                    |
| 2012年8月11日  | 「you -ありがとう-」(詩音 ver.)            | 癒月                                                                 | dai ラック眼力 | ラック眼力      | you&history                                             |
| 2012年8月11日  | 「you -cry-」(レナ ver.)                   | 癒月                                                                 | hinaco*        | Morrigan        | you&history                                             |
| 2012年8月11日  | 「you 」-2012 Ver.-                        | 癒月                                                                 | 癒月           | dai             | you&history                                             |
| 2013年8月10日  | 「you」                                    |                                                                      |                | 荒井英理也      | ひぐらしのなく頃に×うみねこのなく頃に Piano Collections |
| 2014年8月17日  | 「you」-2014再ミックス Thanks/you Ver.-    | 癒月                                                                 | 癒月           | dai             | あの日へ/you                                            |
| 2016年9月23日  | 「you」                                    |                                                                      |                | 高橋一          | ひぐらしのなく頃に奏                                    |
| 2016年9月23日  | 「you」(Vocal)                             | 癒月                                                                 | 癒月           | 高橋一          | ひぐらしのなく頃に奏                                    |
| 2018年8月10日  | 「you」〜piano & guitar inst ver.〜        |                                                                      |                | xaki            | Akoustika XI                                            |
| 2022年8月2日   | 「you」〜Jazz Arr.〜                       | 癒月                                                                 | 癒月           | xaki            | ひぐらしのなく頃にイメージソング～響き綿流～            |
| 2022年10月15日 | 「you -卒業-」                             | 島みやえい子                                                         | 竜騎士07       | xaki            | Thanks/you -卒業-                                       |

## 雪野五月のシングル
「you」（ユー）は、雪野五月の楽曲で、個人名義でのシングルとして2007年8月17日に発売された。

### 概要
- コミックマーケット72にて限定販売された。その後、デジタルシングルとしても発売された[21]。
- 雪野五月（現：ゆきのさつき）のひぐらしシリーズ関連のソロシングルとしては、「ひぐらしのなく頃に キャラクターCD VOL.2」に続く2枚目となっている。
- 表題曲は、ドラマCD『ひぐらしのなく頃に解 目明かし編』のエンディングテーマに起用され、カップリング曲「Thanks」がオープニングテーマに起用された。

### 収録曲
全曲作詞：雪野五月 / 作曲：dai
1. you [4:09]
編曲：OdiakeS
2. thanks [3:02]
編曲：dai
3. you <Off Vocal version> [4:09]
4. thanks <Off Vocal version> [3:00]

### スタッフ・クレジット
- Executive Producer: 高宮宏臣
- Illustration: 藤原々々
- Title letter: 雪野五月
- Design: 黒木三郎
- Studio: AZABU WEST STUDIO / ON AIR Azabu Studio
- Rec Engineer: 松岡誠
- Mastering Engineer: 下重修
- Special Thanks: Ryukishi07, BT

## タイアップ一覧
| 曲名                     | 歌           | タイアップ                                                                          | 時期   |
| ------------------------ | ------------ | ----------------------------------------------------------------------------------- | ------ |
| you                      | 雪野五月     | ドラマCD『ひぐらしのなく頃に解 目明し編』エンディングテーマ                         | 2007年 |
| you                      | 雪野五月     | PlayStation 2用ソフト『ひぐらしのなく頃に祭 カケラ遊び』目明し編エンディングテーマ  | 2007年 |
| you -Visionen im Spiegel | 癒月         | ニンテンドーDS用ソフト『ひぐらしのなく頃に絆 第二巻・想』目明し編エンディングテーマ | 2008年 |
| you -Visionen im Spiegel | 癒月         | OVA『ひぐらしのなく頃に拡 〜アウトブレイク〜』エンディングテーマ                    | 2013年 |
| you -卒業-               | 島みやえい子 | テレビアニメ『ひぐらしのなく頃に卒』最終回エンディングテーマ                        | 2021年 |

## カヴァー
- 茶太 - 2009年11月25日発売のアルバム『ANIME HOUSE PROJECT〜神曲selection vol.2〜』に収録。
- 米倉千尋 - 2011年3月16日発売のアルバム『泣けるアニソン』に収録。
- 喜多村英梨 - ゲーム『仙魔道』関連のweb企画『仙魔道で歌ってみたをやってみた』によるもの。CD未収録。
- 茅野愛衣 - 2015年6月3日発売のテレビアニメ『冴えない彼女の育てかた』BD・DVD第4巻限定版特典CDに収録。
- nayuta - 2017年4月30日発売のアルバム『この声が届きますように』に収録。
- Lia - 2019年12月18日発売のアルバム『REVIVES II -Lia Sings beautiful anime songs-』に収録。